# Коньяк (народ)

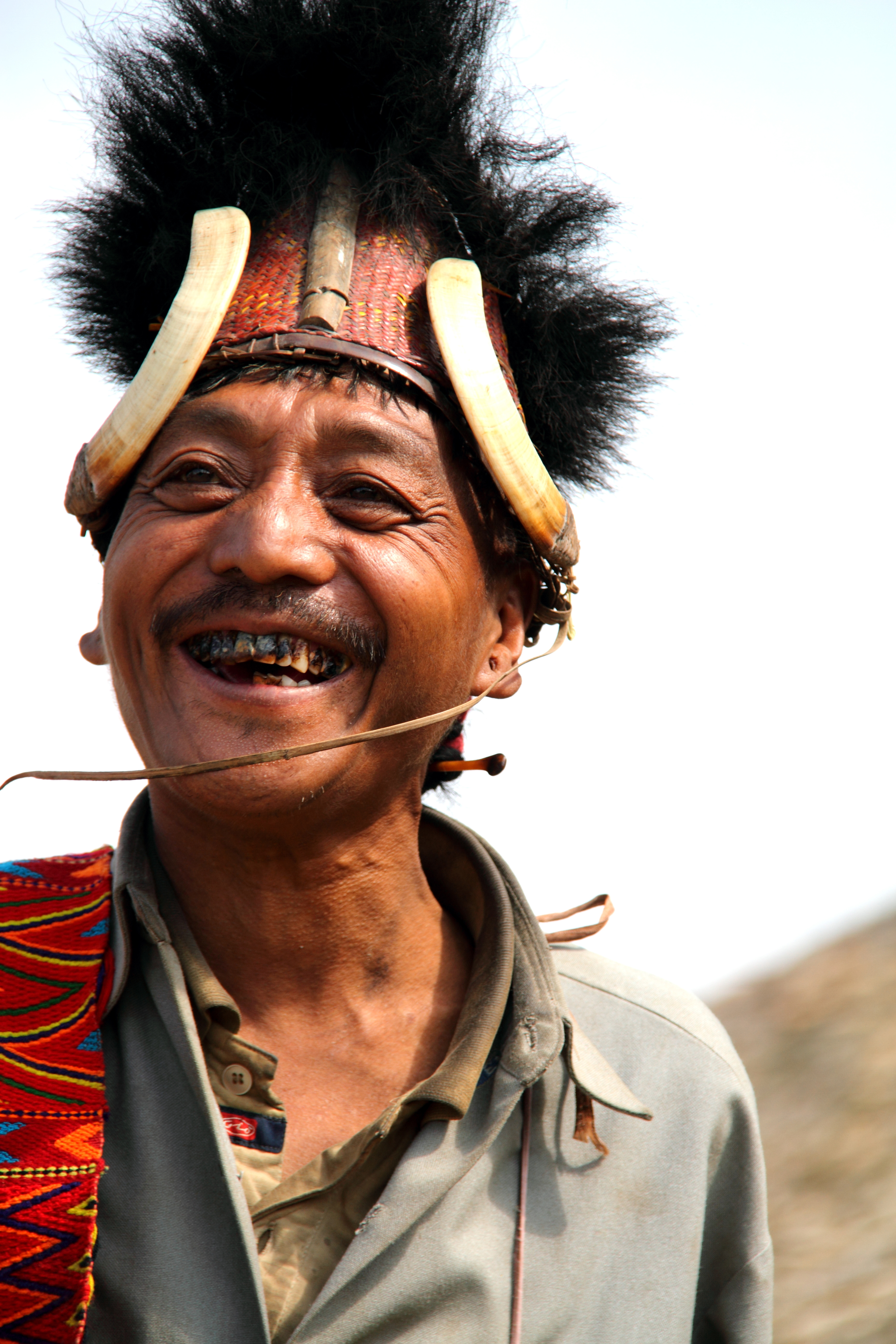
Вождь племени коньяк в традиционном костюме

Коньяк — народ тибетско-бирманского происхождения, проживающий в горных районах индийского штата Нагаленд, частично также в Ассаме. Они относятся к группе народов нага. Они говорят на коньякском языке, письменность — латинский алфавит. Около 40% коньяков грамотно говорит на этом языке. Его также преподают в школах. В прошлом, как и другие нага, они были известны как охотники за головами.

## Экономика
Ведут оседлый образ жизни. Основа экономики — сельское хозяйство, дополнительно собирательство.

## Социальная система
Традиционно у коньяков существовали традиции наследственного автократического руководства, резко контрастировавшие с полностью демократической системой их ближайших южных соседей — Ао. Глава деревни также является главным жрецом и, как таковой, неприкосновенен. Его знак власти — каменный трон, на котором только он имеет право сидеть. Правители (ангсы) некоторых деревень, происходящие из «великой» семьи, иногда являются властителями соседних, вассальных, и их власть неограниченна. Только правителям разрешено нарушать табу, распространяющиеся на всех. Коньяки, в отличие от своих соседей, не одобряли рабство.

## Религия

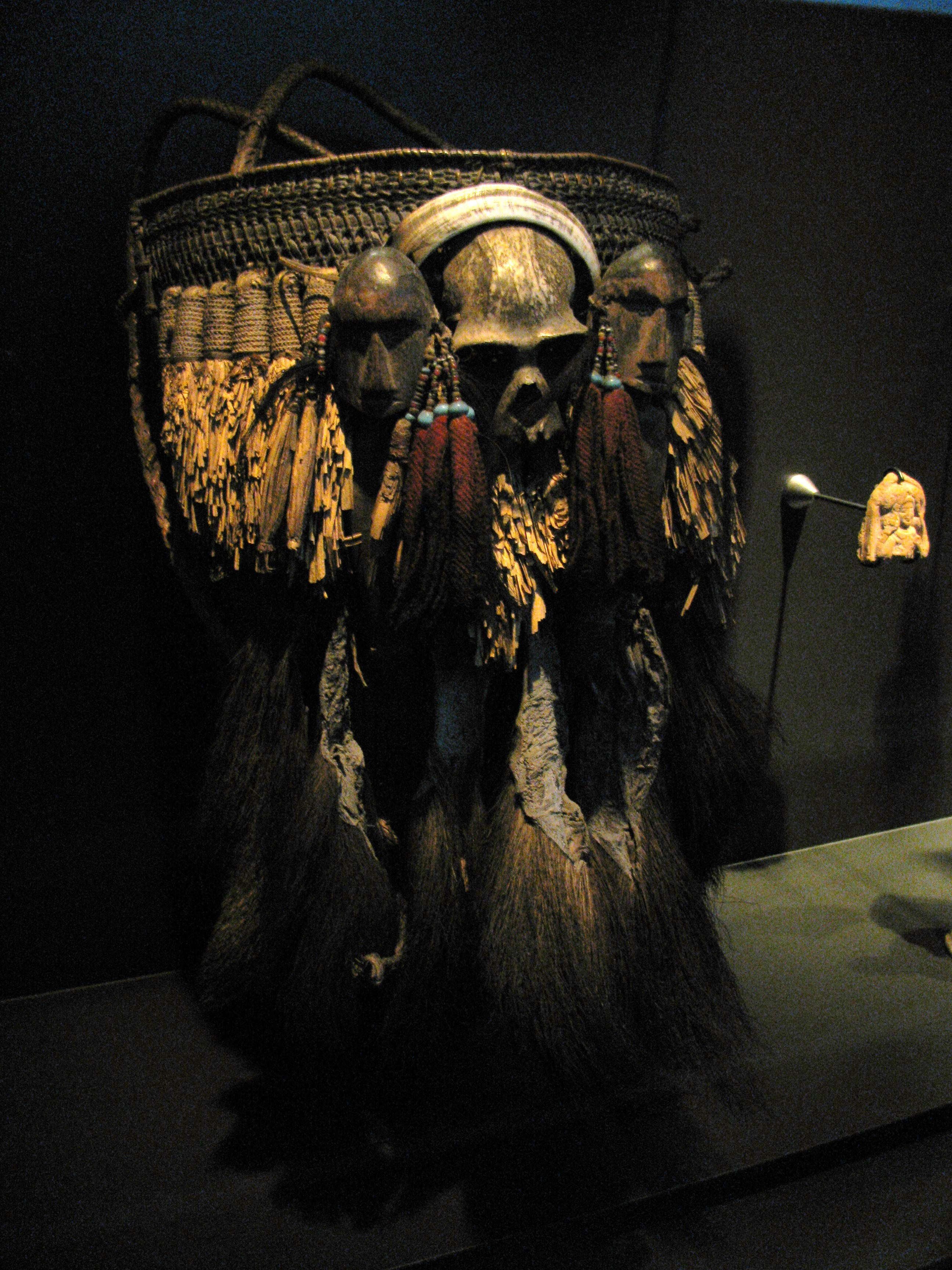
Церемониальная корзина племени коньяк с вырезанным из дерева черепом и двумя человеческими головами. Эта корзина — символ статуса.

Традиционно очень важным элементом верований была вера в то, что голова/череп как вместилище души и жизни обладают особой оплодотворяющей силой, излучающей её на поля и т. д. После смерти человека магическая сила остаётся в черепе, поэтому это верование было связано с постоянной необходимостью проводить небольшие стычки и приобретать новые черепа, которые должны были гарантировать их успех и богатство. К захваченным черепам прикрепляли рога буйвола. Раз в год черепа поливали рисовым пивом во время специальной церемонии. Эти обычаи настолько укоренились, что даже после того, как англичане запретили охоту за головами в колониальные времена, эти обряды продолжались с использованием голов, сделанных из дерева.
Под влиянием миссионерской деятельности подавляющее большинство коньяков исповедуют христианство.

## Мода
Необычные украшения, особенно головные уборы, были прерогативой молодых воинов. Они проявили большую изобретательность в их составлении. Мужские наряды были более красочными и разнообразными, чем женские. Лица были покрыты синей татуировкой, напоминающей таковые у маори.

## Занятия
Коньяки особенно известны среди нагов как лучшие резчики по дереву. Материал — в основном дерево и бамбук. Богато резные ксилофоны и барабаны делаются из огромных стволов деревьев.